# 苏萨克
苏萨克（法語：Soussac，法語發音：[susak]）是法国吉伦特省的一个市镇，属于朗贡区。

## 地理
苏萨克（44°43'44"N, 0°1'10"E）面积6.61 平方千米，位于法国新阿基坦大区吉倫特省，该省份为法国西南部沿海省份，是法國本土面积最大的省，北起滨海夏朗德省，西临大西洋，南至朗德省，东南接洛特-加龍省，东临多爾多涅省。
与苏萨克接壤的市镇（或旧市镇、城区）包括：圣安托万迪凯雷、卡佐吉塔、欧里奥勒、利斯特拉克德迪雷兹、莫里亚克。

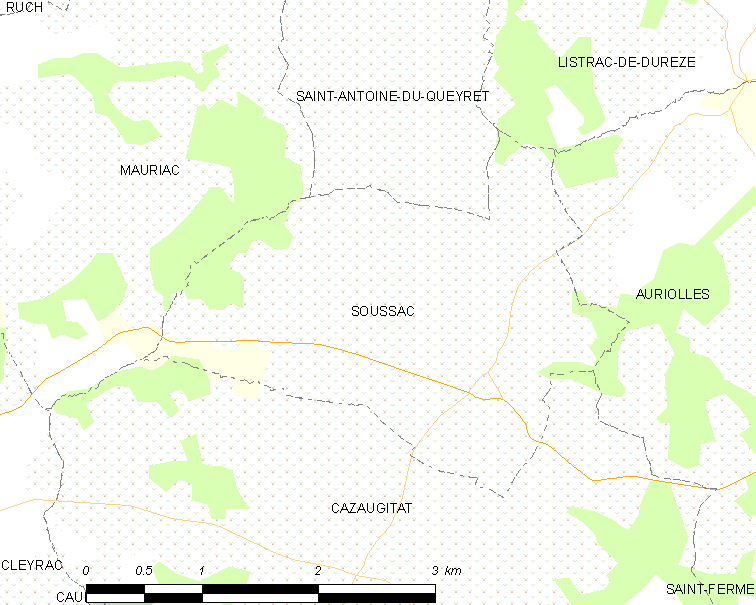
苏萨克的OSM定位图

苏萨克的时区为UTC+01:00、UTC+02:00（夏令时）。

## 行政
苏萨克的邮政编码为33790，INSEE市镇编码为33516。

## 政治
苏萨克所属的省级选区为勒雷奥莱-莱巴斯蒂德县。

## 人口

1962-2008年间苏萨克人口变化图示

苏萨克于2022年1月1日时的人口数量为184人。